# Scientia (イタリアの雑誌)
Scientia（スキエンティア）は、1907年にフェデリゴ・エンリケスとエウジェニオ・リニャーノによって創刊されたイタリアの科学雑誌。ボローニャにて Zanichelli から出版されたが、フランスとドイツにおいても同時出版された。創刊当時の名は Rivista di Scientia であり、1910年に Scientia に変更され、原題は副題となった。戦間期である1919年から1939年に成長し、エミール・デュルケームやエンリコ・フェルミ、アルベルト・アインシュタイン、ヴェルナー・ハイゼンベルク、ルイ・ド・ブロイなど、多くの著名な科学者、哲学者、数学者が記事を寄稿した。1988年に廃刊した。
2013年に元の雑誌の精神を継いで Scientia (International Review of Scientific Synthesis) が創刊された。編集者は元の Scientia  について、科学のあらゆる分野の記事を出版しており、多言語的で国際的によく知られていた、と述べている。
Scientia  は多くの図書館に収められている。ボローニャ大学のオンラインサイトや、PhilPapers にて、すべての号が閲覧することが可能となっている。